# Številka UN
Številka UN  (kratica UN pomeni Združenih narodov; United Nations) je identifikacijska številka, ki se uporablja pri prevozih nevarnih snovi. Uporaba teh številk temelji na Evropskem sporazumu o mednarodnem prevozu nevarnih snovi po cesti.
Številke UN se uporabljajo za označevanje nevarnih kemikalij ali razredov nevarnih snovi. To je koda nevarne snovi, sestavljena iz štirih številk. To oznako sta nevarnim snovem dodelila Ekonomsko-socialni svet Združenih narodov (ECOSOC) in Odbor strokovnjakov Združenih narodov za prevoz nevarnega blaga (TDG). V rabi je po vsem svetu, in sicer v blagovnem in transportnem prometu. Nevarne snovi so označene s številkami od 0001 do 3500. Običajno je pred številko še oznaka UN, da ne pride do zamenjave z drugimi števili (npr. »UN1005« ), lahko pa se uporabi tudi samo številka (npr. »1005« ).
Če nevarna snov nima številke UN, je prepoznana pod številko NA (North American number). To je štirimestno število, ki se začne z 8 ali 9 (npr. »9037« ali »NA9037«), ima pa enak pomen kot številka UN.
Oznaka s številko U se zahteva v transportnem prometu, kot so pomorski, železniški, cestni in zračni promet ter plovba po notranjih vodah. Oznaka je potrebna, da se ob nezgodi lahko prepozna nevarna snov. Tako se lahko pravilno ukrepa, pazi na varnost posredovalcev ter onesnaženje narave in sanirajo posledice nesreče.
Označevalnih tabel s številko UN je več vrst. Številka UN je črne barve, vtisnjena na pravokotni kovinski tabli velikosti 40 cm x 30 cm. Tabla je največkrat oranžne barve in je obrobljena s črno črto debeline 15 mm. Velikost table je zakonsko predpisana in je odvisna od količine nevarne snovi, ki se prevaža. Lahko je razdeljena na pol s črno črto. V zgornji polovici table je Kemlerjeva številka, spodaj pa je številka UN. Ob požaru prevoznega sredstva mora tabla ostati cela in dobro vidna tudi po 15 minutah. Obstajajo pa tudi table pravokotnih oblik, ki imajo vtisnjeno samo številko UN, ter rombaste oblike, ki imajo poleg številke UN narisan še znak za nevarnost, npr. »strupeno«, »smrtno nevarno«, »jedko«, »eksplozivno« idr.
V cestnem prometu mora biti vozilo, ki prevaža nevarno snov, označeno z vseh štirih strani. Običajno je na tovornjaku oznaka spredaj. Na prikolici ali cisterni mora biti oznaka vidna z bočnih strani ter od zadaj. Prav tako mora biti oznaka vidna z vseh štirih smeri na zabojnikih, cisternah, vagonih in drugih prevoznih sredstvih.
Na embalažah in kartonastih paketih ali škatlah za pošiljanje mora biti oznaka natisnjena vsaj na eni strani, in sicer s črno barvo, ter obrobljena s črno črto v obliki pravokotnika. Številka UN se lahko drži romba z oznako nevarnosti. Drži se ob stranici na spodnji desni strani, tako da je obrobljena s črno črto, ki tvori pravokotnik.
V Sloveniji je urejena zbirka podatkov nevarnih snovi s številko UN. Uredila jo je Uprava Republike Slovenije za zaščito in reševanje, imenuje pa se NevSnov.

## Spisek nevarnih snovi s številko UN
- NevSnov[mrtva povezava]
- Spisek številk UN